# Mirococcopsis ammophila
Mirococcopsis ammophila är en insektsart som beskrevs av Bazarov och Nurmamatov 1975. Mirococcopsis ammophila ingår i släktet Mirococcopsis och familjen ullsköldlöss. Inga underarter finns listade i Catalogue of Life.